# Таємнича шістка
Таємнича шістка (англ. The Secret Six; 1931) — американська докодексова кримінальна драма. Воллес Бірі у ролі «Скотобоя Скорпіона», характер якого почасти заснований на відомому американському ганстері Аль Капоне. В стрічці також знялись Льюїс Стоун, Джонні Мак Браун, Джин Гарлоу, Кларк Ґейбл, Марджорі Ремб'ю та Ральф Белламі.

## Сюжет
Бутлегер і власник кафе Джонні Френкс приймає у свою банду новачка зі скотобійної фабрики Луїса Скорпіона. У боротьбі за оволодіння і розширення території ринку збуту Скорпіон зрештою бере на себе функції ватажка банди, коли розправляється з Джонні, який, відчувши конкурента в особі Скорпіона, вирішив його підставити. Скорпіон поступово стає багатим і панує над містом протягом декількох років. Але йому мало невидимої влади: він хоче зайнятися політикою і сісти в крісло мера.

## У ролях
- Воллес Бірі — Луїс 'Луї' Скорпіон
- Льюїс Стоун — Річард 'Ньювт' Ньютон
- Джонні Мак Браун — Генк Роджерс
- Джин Гарлоу — Енн Кортленд
- Марджорі Ремб'ю — Пічіс
- Кларк Ґейбл — Карл Лакнер
- Ральф Белламі — Джоні Френкс

## Виробництво
Бірі і Ґейбл працюватимуть разом у ще двох стрічках: Пекельні водолази, у тому ж році, і Китайські моря з Гарлоу, чотири роки по тому. Гарлоу і Ґейбл відзнялись у шести фільмах разом до її передчасної кончини.